# Districtul Tinerkouk
Tinerkouk este un district din provincia Adrar, Algeria.